# Friederike Pannewicková
Friederike Pannewicková (* 17. listopadu 1966, Erlangen) je německá arabistka.

## Životopis
Studovala orientalistiku, arabistiku a turkologii na univerzitě v Bambergu, na Sorboně, na Institut national des langues et civilisations orientales v Paříži a v Damašku. V roce 1993 zakončila studia magisterským titulem z arabistiky a turkologie na Freie Universität Berlin. V období 2005 až 2007 působila na univerzitě v Oslo. Od roku 2007 je zaměstnána na univerzitě v Marburgu. V roce 2012 jí byla udělena cena Gottfrieda Wilhelma Leibnize.

## Dílo
- Der andere Blick. Eine syrische Stimme zur Palästinafrage: Übersetzung und Analyse des Dramas ´Die Vergewaltigung´ von Sa´dallah Wannus in seinem interkulturellen Kontext. Klaus Schwarz Verlag, Berlín 1993, ISBN 3-87997-218-4.
- Das Wagnis Tradition. Arabische Wege der Theatralität. Reichert Verlag, Wiesbaden 2000, ISBN 3-89500-185-6 [dizertace].